# گل‌نظر کلدی

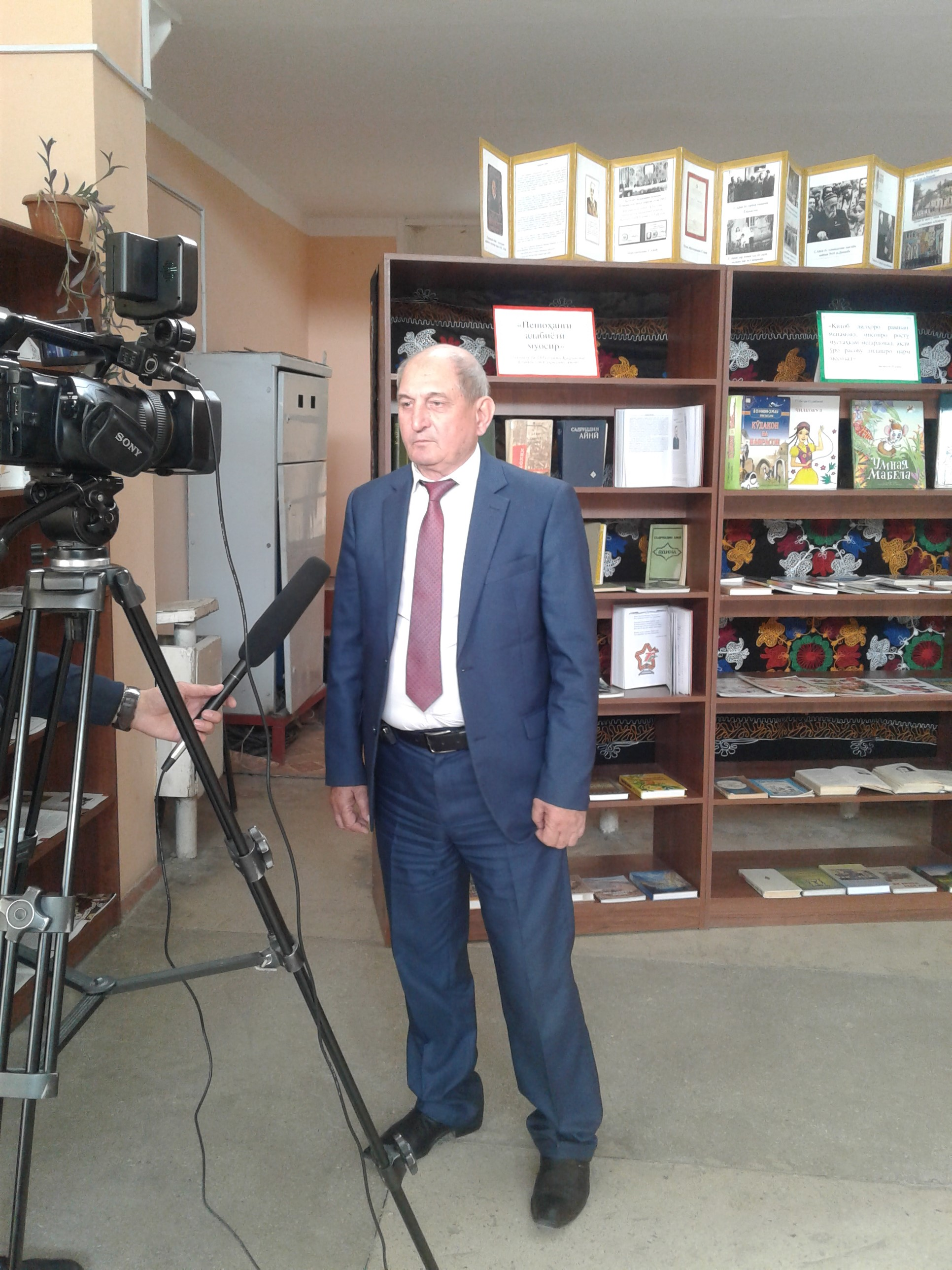
گل‌نظر کَلدی

گل‌نظر کَلدی (گل‌نظر کلدی‌ویچ کلدیف: Келдиев, Гулназар Келдиевич) (۲۰ سپتامبر ۱۹۴۵- ۱۳ اوت ۲۰۲۰) شاعر و فیلم‌نامه‌نویس تاجیک و مؤلف سرود ملی تاجیکستان بود. گذشته از شعرگویی، گل‌نظر در نوشتن فیلم‌نامه هم تبحر دارد و تازه‌ترین اثرش در این زمینه فیلم‌نامهٔ بخش دوم سریال «در آرزوی پدر» است.
سال ۱۹۹۱ یکی از اشعار گل‌نظر به عنوان «سرود ملی تاجیکستان» جایگزین شعر ابوالقاسم لاهوتی شد که در تمجید مردم روس و دولت شوروی نوشته شده بود.

## پیشینه
گل‌نظر، شاعر مردمی تاجیکستان، مؤلف سرود ملی این کشور است. وی ۲۰ سپتامبر ۱۹۴۵ در روستای «دَردَر» ناحیه عینی (فَلغَر پیشین) به دنیا آمد. شعرگویی را در دبیرستان آغاز کرد و سال ۱۹۶۱ به شهر دوشنبه آمد تا تحصیلاتش را در بخش تاریخ و سخن‌شناسی دانشگاه دولتی تاجیکستان ادامه دهد. وی در این شهر که محل سکونت بزرگان شعر و ادب امروز تاجیکستان است، ماندگار شد.
بیست و چهار سالش بود که در سال ۱۹۶۹ نخستین مجموعهٔ شعرش با نام «رسم سربازی» منتشر شد و مورد استقبال شاعران زمان واقع شد؛ و اکنون گل‌نظر از جملهٔ سرشناس‌ترین شاعران این دیار است. اشعار او در ایران و افغانستان هم به طبع رسیده‌است. قیصر امین‌پور، گلچینی از اشعار گل‌نظر را با نام «زبان عاشقی» در تهران منتشر کرد.
گلنظر کلدی با نشانه‌های ابتلا به بیماری کووید-۱۹ به بیمارستان منتقل شده بود و در ۱۳ اوت ۲۰۲۰ در بیمارستان «استقلال» دوشنبه در سن ۷۵ سالگی درگذشت و در گورستان «لوچاب» شهر دوشنبه که به خاک سپرده شد.